# José Antonio Camacho
José Antonio Camacho Alfaro (n. 8 iunie 1955, Cieza⁠(d), Regiunea Murcia, Spania) este un fost jucător și actual antrenor de fotbal spaniol.
El a jucat 15 sezoane la Real Madrid, apărând în peste 500 de meciuri oficiale și ajutând echipa să câștige 19 titluri majore, inclusiv 9 campionate La Liga. Ulterior, el a avut o lungă carieră de antrenor, care a inclus două perioade foarte scurte, cu clubul său principal.
Camacho a câștigat a avut peste 80 de selecții la echipa națională de fotbal a Spaniei, reprezentând-o la două Campionate Mondiale și tot atâtea Campionate Europene. De asemenea, el a antrenat echipa națională a Spaniei pe parcursul a patru ani, ducând-o în sferturile de finală la Campionatul Mondial de Fotbal 2002.

## Palmares

### Ca jucător

#### Club
Real Madrid
- Cupa UEFA: 1984–85, 1985–86
- La Liga: 1974–75, 1975–76, 1977–78, 1978–79, 1979–80, 1985–86, 1986–87, 1987–88, 1988–89
- Copa del Rey: 1973–74, 1974–75, 1979–80, 1981–82, 1988–89
- Copa de la Liga: 1984–85
- Supercopa de España: 1988, 1989

#### Națională
- Campionatul European de Fotbal:

Finalist: 1984

### Ca antrenor
Benfica
- Taça de Portugal: 2003–04